# 小野武年
小野 武年（おの たけとし、1938年6月3日 - 2022年12月15日）は、日本の医学者・生理学者。富山医科薬科大学名誉教授・元学長。位階は従三位。
英領マレー半島ケランタン州コタバル市生まれ。1964年鹿児島大学医学部卒業。1969年金沢大学大学院医学研究科修了、「摂食中枢の抑制機構について」で医学博士。同年金沢大学医学部生理学助手。1973年助教授。1977年富山医科薬科大学医学部生理学教授。2004年富山医科薬科大学学長。同名誉教授、富山大学大学院医学薬学研究部・特任教授。1984年セッシェノフ賞受賞、1994年中日文化賞受賞。
2015年11月瑞宝中綬章受章。

## 著書
- 『脳と情動 ニューロンから行動まで』朝倉書店 脳科学ライブラリー 2012
- 『情動と記憶 しくみとはたらき』中山書店 2014

### 共編・監修
- 『情と意の脳科学 人とは何か』松本元共編 培風館 2002
- 『情動学シリーズ』全5巻 監修 朝倉書店 2015-2016

### 翻訳
- J.C.エクルズ『脳 その構造と働き』大村裕共訳 共立出版 1977
- James Olds『脳と行動 報酬系の生理学』大村裕共訳 共立出版 モダンバイオロジーシリーズ 1981

## 論文
- <小野武年